# Clinton megye (Indiana)
Clinton megye az Amerikai Egyesült Államokban, azon belül Indiana államban található. Megyeszékhelye és legnagyobb városa Frankfort. Lakosainak száma 33 190 fő (2020. április 1.). Clinton megye Carroll, Howard, Tipton, Hamilton, Boone, Montgomery és Tippecanoe megyékkel határos.

## Népesség
A megye népességének változása:
| Lakosok száma | 33 206 | 33 060 | 32 968 | 32 916 | 32 609 | 33 190 |
|               | 2010   | 2011   | 2012   | 2013   | 2015   | 2020   |